# Hypsiboas rufitelus
Hypsiboas rufitelus es una especie de anfibio anuro de la familia Hylidae.
Habita en Nicaragua, Costa Rica, Panamá y, posiblemente, en Colombia y Venezuela.
Sus hábitats naturales incluyen bosques tropicales o subtropicales secos y a baja altitud, pantanos tropicales o subtropicales, pantanos, marismas de agua dulce y corrientes intermitentes de agua. 